# John Illsley
John Edward Illsley (født 24. juni 1949) er en engelsk musiker, der er bedst kendt som basgitarist i rockbandet Dire Straits . Med dette band har han modtaget flere BRIT- og Grammy-priser og en Heritage Award .
Som et af de oprindelige bandmedlemmer, sammen med brødrene Mark og David Knopfler og trommeslageren Pick Withers, spillede Illsley en rolle i udviklingen af Dire Straits' lydbillede. En række ændringer i besætningen betød, at Illsley og forsanger Mark Knopfler var de eneste to oprindelige bandmedlemmer, der var tilbage, da gruppen blev opløst i 1995. Illsley blev  i 2018 optaget  i Rock and Roll Hall of Fame på baggrund af sin karriere i Dire Straits.
Illsley har produceret to soloalbums med Mark Knopfler som gæstemusiker, og har bidraget til Marks personlige projekter og velgørenhedsorganisationer. Han har udgivet to albums, som er påvirket af det keltiske baserede band Cunla.Hans seneste soloalbum Coming Up for Air udkom i 2019.

## Biografi

### Tidligt liv
Illsleys gik på Bromsgrove School, Worcestershire og et College for Videreuddannelse i nærheden af Kettering, Northamptonshire, inden han startede som ledelsestrainee i et tømmerfirma. Derefter studerede han sociologi ved Goldsmiths College, University of London og åbnede en pladeforretning sammen med sin kæreste.
Under sit ophold i London delte han i en periode lejlighed med David Knopfler. Illsley blev derfor introduceret for Davids ældre bror, Mark, der netop havde gennemgået en skilsmisse  og spillede musik på pubberne i nabolaget. Illsley har fortalt, at han vendte hjem meget tidligt en morgen, og "gik ind i loungeværelset og så denne figur ligge på gulvet ... sovende ... med en guitar over benene, og han var ... faldet i søvn på gulvet, mens han spillede ... hans hoved var bøjet bagover tilbage, og der var et askebæger med cigaretskodder og kaffe på gulvet ... ", og det var sådan, de to først mødte hinanden. 
David Knopfler var ivrig efter at starte et band og Illsley kunne spille basguitar. De fik derfor en ide om at starte et Band med Davids bror Mark som leadguitarist og sanger. David skulle spille rytmeguitar, Illsley bas og Pick Withers, en af deres venner, skulle med som trommeslager. Dette blev den første udgave af Dire Straits. 

### Dire Straits
Udover at spille bas på alle Dire Straits-indspilningerne, bidrog Illsley også med backing vokal sammen med David Knopfler, og begge harmoniserede Marks hovedvokal og guitar ved koncert og på bandets to første studioalbum, Dire Straits og Communiqué .
I en periode, hvor de fleste forventede, at et band skulle indspille et til to albums om året, samt arrangere en turné for at støtte dem, voksede der spændinger i bandet mellem David Knopfler og hans ældre bror Mark. Mark skrev næsten alle sange, var frontmand i bandet og var på kort tid blevet en virtuos på guitar. Under indspilningssessionerne forud for deres tredje projekt, Making Movies, forlod David bandet.
Bandet hyrede Hal Lindes som erstatning for David. Han var medlem af bandet i fem år, og der blev yderligere tilføjet Keyboard, da Alan Clark blev medlem af bandet i 1980. Selvom bandets besætning ændrede sig, forblev Illsley i sin rolle som bassist og backing vokal. I det hele taget var Illsley og Mark Knopfler de eneste der var med i Dire Straits fra 1977 indtil gruppens opløsning i 1995. Illsley forsøgte uden held at overtale Mark Knopfler til at genetablere gruppen i oktober 2008. 
Før Dire Straits blev opløst, udgav Illsley to soloalbums, Never Told a Soul (1984) og Glass (1988). Knopfler bidrog i begge tilfælde på guitar.

### Cunla
I marts 2005 stødte Illsley på en pub i Leicestershire på en irsk keltisk rockegruppe, Cunla. For første gang siden 1993 gik han på scenen og spillede et par Dire Straits-numre med bandet. Cunla spillede derefter ved en sommerfest i Hampshire , hvor Illsley var medarrangør. Derefter optrådte han sammen med dette Band ved flere lejligheder, især den 23. september 2006 på Cathedrale d'Image i Les Baux de Provence, Frankrig . Denne forestilling blev optaget og udgivet som et album i 2007.
I oktober 2008 udgav Illsley et album, Beautiful You, og begav sig ud på en turné i Irland med sanger-sangskriveren Greg Pearle.  Dette var Illsleys fjerde soloalbum, og det andet udgivet uden hjælp fra Mark Knopfler. Illsley samarbejdede med Pearle og Paul Brady om sangen "One" og var med i den ledsagende musikvideo (2008). "One" var også temasangen i den irske film Anton .  

## Personligt liv
Illsley bor nu i Hampshire med sin anden kone Stephanie og sine fire børn. Han ejer en lokal pub, 'East End Arms', der ligger i landsbyen East End mellem Lymington og Beaulieu, og som kritikere har opført som en blandt de "Fifty Best Pubs Around Britain".  Han er også partner i to nærliggende hoteller: Master Builder's House Hotel  nær Beaulieu og The George Hotel  på Isle of Wight . Illsley er en ivrig maler, og den første udstilling af hans arbejder blev vist på Nevill Keating McIlroy Gallery, Pickering Place, London i 2007.
I august 2014 var Illsley en af 200 offentligt kendte personer, der underskrev et brev til The Guardian, som modsatte sig den skotske uafhængighed i slutningen af september folkeafstemning om dette spørgsmål . 

## Solo diskografi
- 1984 - Never Told a Soul
- 1988 - Glass
- 2007 - Live in Les Baux de Provence (med Cunla og Greg Pearle)
- 2008 - Beautiful You (med Greg Pearle)
- 2010 - Streets of Heaven
- 2014 - Testing the Water
- 2014 - Live i London
- 2016 - Long Shadows
- 2019 - Coming Up for Air [11]

## Eksterne links
- Officiel hjemmeside
- Interview på Leicester Bands-webstedet
- East End Arms